# Stiritz (Illinois)
Stiritz ist eine Unincorporated Community im Williamson County im US-Bundesstaat Illinois.  Die Stadt liegt etwa 2,6 Kilometer nördlich von Johnston City an der Interstate 57. Benannt wurde die Stadt nach dem bekannten Geschäftsmann aus Johnston City Albert C. Stiritz.

## Geschichte
Albert Christopher Stiritz (* 28. Februar 1847 in Philadelphia, Pennsylvania;  † 4. Juni 1941 in Johnston City, Williamson County, Illinois) zog von Alton, Illinois nach Williamson County und pachtete im Jahr 1901 das Kohlegebiet nahe Stiritz, wo im Jahr 1902 ein Minenschacht errichtet wurde.